# Taxila palawanica
Taxila palawanica är en fjärilsart som beskrevs av Otto Staudinger 1889. Taxila palawanica ingår i släktet Taxila och familjen Riodinidae. Inga underarter finns listade i Catalogue of Life.